# スティーブン・リーパー
スティーブン・ロイド・リーパー（Steven Lloyd Leeper、1947年11月20日 - ）はアメリカ・イリノイ州出身の翻訳家。広島平和文化センター元理事長。

## 経歴
父ディーン・リーパーの仕事で、子どものころは東京で育った。大学時代はフロリダ 徴兵を回避するため平和主義者宣言を行った。ウェストジョージア大学大学院（臨床心理学修士課程）修了。
日本語を学ぶため1984年に来日。1985 - 1986 年 広島YMCA 英語教師1986年、広島市で、翻訳・通訳会社、有限会社トランズネットを設立。広島平和記念資料館の展示内容や被爆者手記の翻訳に携わる。
1998年 反核市民団体グローバル・ピースメーカーズ・アソシエーションを結成。2002 -2003 年 平和市長会議事務局 ニューヨーク連絡員、2003 -2007 年 広島平和文化センター 専門委員を経て2007年 広島平和文化センター理事長就任。近江兄弟社高等学校・国際コミュニケーションクラス学科長。
2023年、第35回 谷本清平和賞 受賞。

## 人物
生活の本拠はアメリカにあり、アメリカと日本との往復生活を行っている。
広島平和記念資料館（広島県広島市中区）を運営する広島平和文化センターの展示内容を見直す検討委員会に、中国、韓国人らアジア出身の委員を起用する方針を2007年5月30日に明らかにした。その主意について「原爆投下を『日本の植民地支配から解放した』と肯定する考えが根強いアジアの声に触れながら議論を深め、多民族が共感、納得できる施設にしたい」と述べた（中国新聞）。2007年6月6日に上記中国新聞の記事に関し、広島平和記念館Website中で平成19年5月31日付中国新聞朝刊記事に関する理事長の基本的な考え方と題し基本的な考え方を説明している。その中では、「広島への原爆投下を容認しているのではないか」との意見を受けたことに対し、「核兵器の利用を正当化するつもりが無いこと」を述べている。